# Казимир Ян Опалінський
Казимир Ян Опалінський (пол. Kazimierz Jan Opaliński; 1639—21 липня 1693) — церковний діяч Речі Посполитій.

## Життєпис
Походив з польського шляхетського роду Опалінських гербу Лодзя. Другий син Яна Петра Опалінського, воєводи каліського, і Катерини Лещинської. Народився у 1639 році. Обрав для себе духовну кар'єру.
Поступив до цистерціанського ордену. 1659 року обирається канцлером капітулу Познанського собору. 1662 року стає абат Бледжевського монастиря. 1679 рокупризначено коад'ютором познанського єпископа.
1681 року папа римський Іннокентій XI призначив Казимира Яна Опалінського хелмінським єпископом (водночас єпископом-помічником поморським). Спрямував зусилля на відновлення костелів поблизу Торуні. Водночас активно захищав католицьке населення в Пруссії. намагаючись досягти компромісних рішень. 1688 року за підтримки короля Яна III Собеського цього вдалося досягти . Помер Опалінський 1693 року.